# Музыка Габона
Музыка Габона — музыкальная культура Габона.
Относительно мало известна, особенно в сравнении с его соседями Демократической республикой Конго и Камеруном. В то же время, Габон может похвалиться множеством народных стилей, а также и поп-звездами, такими как Пасьянс Дабани, ныне проживающая в США. Хотя альбомы Дабани были записаны в США, в них отчетливо прослеживаются габонские элементы. Они популярны среди франко-говорящего населения Африки. Среди других музыкантов можно назвать гитаристов Джорджа Ойенде, Ла Роз Мбаду и Сильвен Авара, а также певца Оливера Н’Гому. Из иностранных стилей в Габоне популярны рок и хип-хоп, заимствованные в США и Великобритании, а также макосса и сукус, относящиеся к африканским музыкальным стилям.
Габонские народные инструменты — это барабаны, нгомби и обала.